# Фэрфилд (Айова)
Фэрфилд (англ. Fairfield) — крупнейший город и административный центр в округе Джефферсон в штате Айова в Соединённых Штатах Америки.
Согласно результатам переписи населения США, проведённой в 2020 году, число жителей города составляло 9416 человек, что на 48 человек меньше, чем было во время предыдущей переписи прошедшей в 2010 году (9464 человек).

## История
Территория, ныне известная как округ Джефферсон, была впервые заселена в 1836 году и стала округом Джефферсон в 1839 году, с новым сообществом Фэрфилд в качестве административного центра округа. 

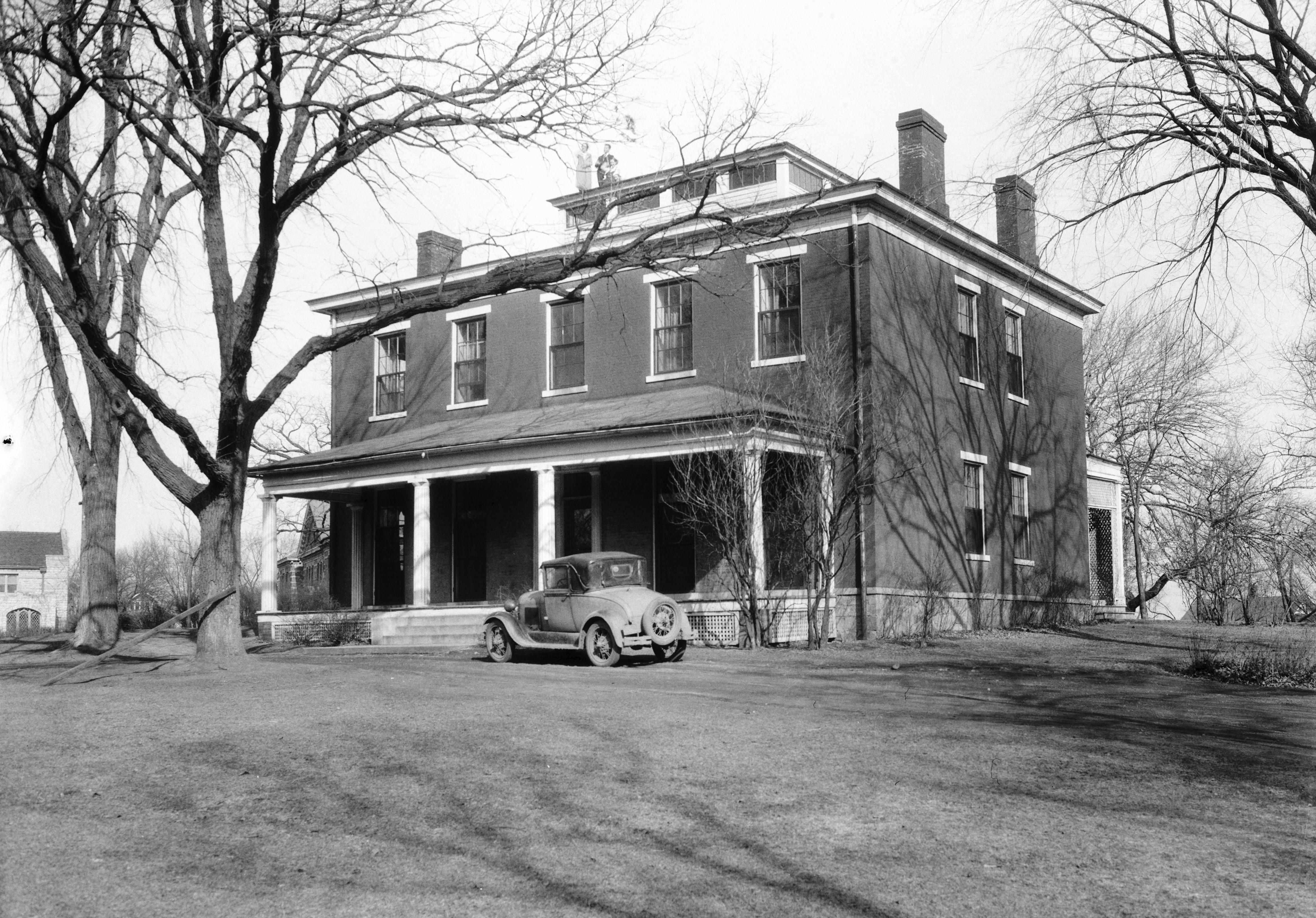
Колледж Парсонс

Название было предложено Нэнси Боннифилд (англ. Nancy Bonnifield), одной из первых поселенок, поскольку оно удачно описывало ярмарочные поля этого района. Но автор Сьюзен Уэлти предполагает, что это также была игра слов с собственным именем женщины (bonny field). На 1840 год население Фэрфилда составляло 110 человек, а к 1847 году выросло до 650. Город стал местом проведения первой и второй ярмарок штата Айова.
14 мая 1875 года поселение было инкорпорировано и включено в реестр штата Айова, благодаря чему некорпоративное сообщество  официально получило статус города («Сity of» / «Town of»).
С 1875 по 1973 год в городе функционировал частный Колледж Парсонс.

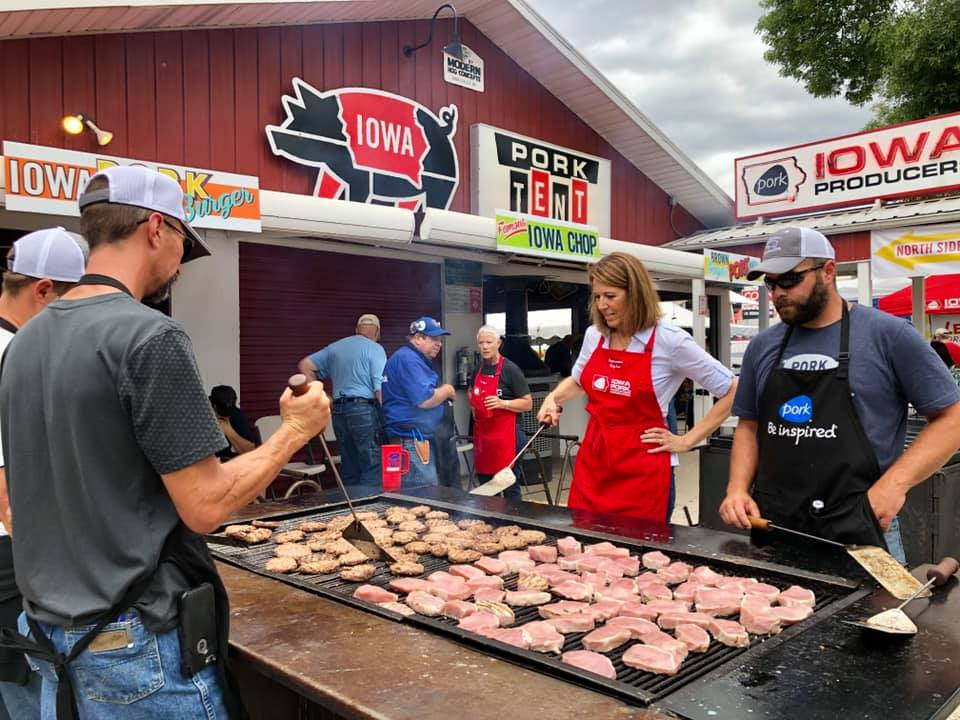
Ярмарка штата Айова

В 1893 году была завершена работа над Библиотекой Карнеги, первой библиотекой страны к западу от реки Миссисипи. В период, предшествовавший Гражданской войне в США, Фэрфилд был перевалочным пунктом для Подземной железной дороги, применявшейся для организации побегов и переброски негров-рабов из рабовладельческих штатов Юга на Север. Во время войны между Союзом («Севером») и Конфедерацией («Югом») около 1600 жителей округа Джефферсон служили в армии Союза.
В 1971 году в Фэрфилде открыл свои двери студентам Махаришский университет менеджмента.
С момента основания население города довольно уверенно росло каждое десятилетие, но первые три переписи третьего тысячелетия показывают неуклонное снижение числа горожан.

## География
География Фэрфилда типична для американского Среднего Запада: вокруг города простираются холмистые сельскохозяйственные угодья, специализирующиеся на выращивании кукурузы и сои и разведении крупного рогатого скота, свиней и птиц. 

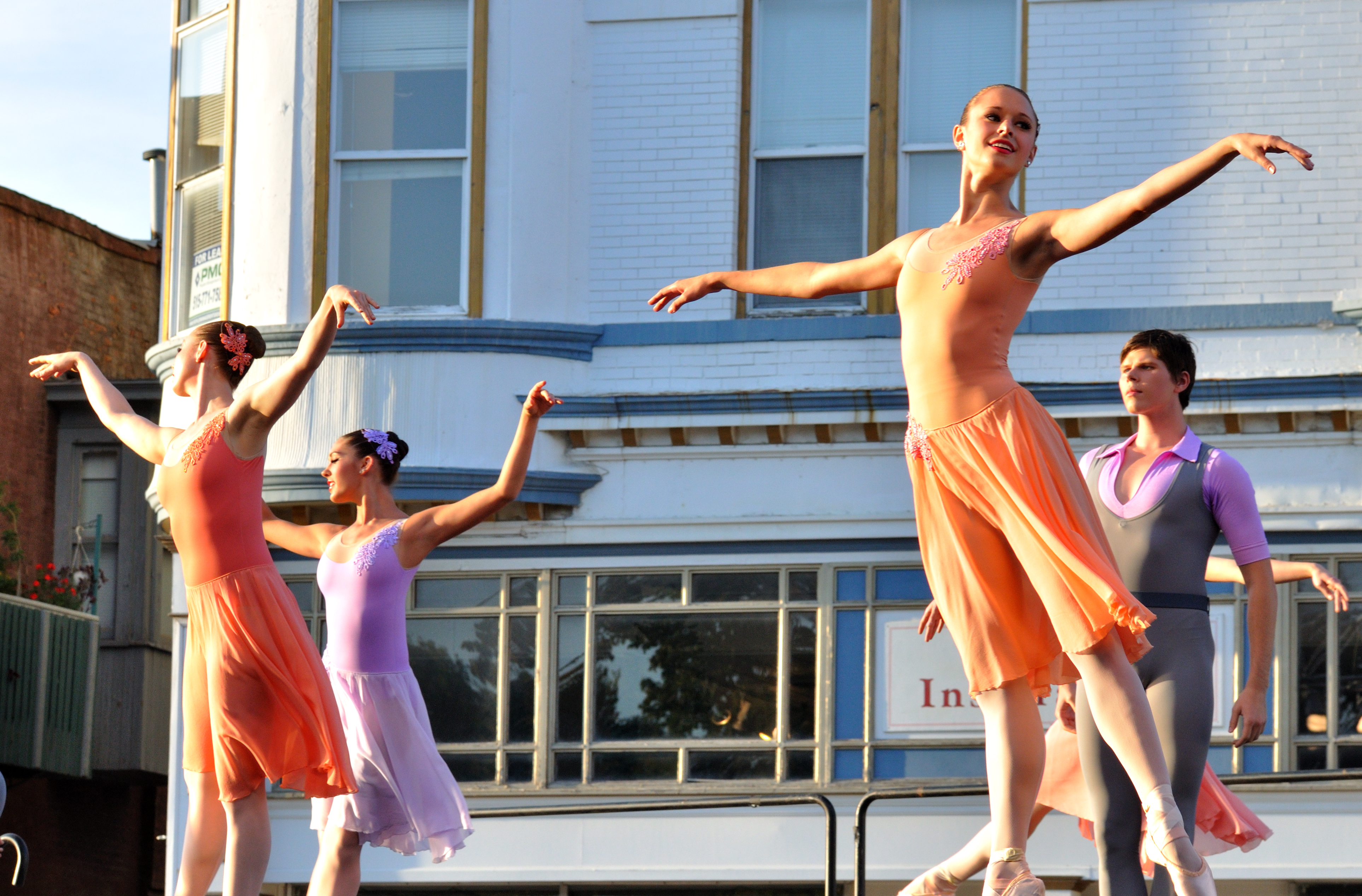
Балет в Фэрфилде

С запада на восток через город проходит шоссе № 34; на востоке находится город Берлингтон, а на западе — Оттамуа. Шоссе Айова № 1 проходит с севера на юг через Фэрфилд, ведя на север к Айова-Сити и на юг к границе штата Миссури.
Согласно данным представленным Бюро переписи населения США, общая площадь города составляет 6,42 квадратных мили (16,63 км²), из которых 6,26 квадратных мили (16,21 км²) приходится на сушу и 0,16 квадратных мили (0,41 км²) занимает водная поверхность.